# Kazunari Okayama
Kazunari Okayama (jap. 岡山 一成 Okayama Kazunari; ur. 24 kwietnia 1978) – japoński piłkarz występujący na pozycji obrońcy.

## Kariera klubowa
Od 1997 roku występował w klubach Yokohama F. Marinos, Omiya Ardija, Cerezo Osaka, Kawasaki Frontale, Avispa Fukuoka, Kashiwa Reysol, Vegalta Sendai, Pohang Steelers, Consadole Sapporo i Nara Club.